# Kermandoubé-Kari
Kermandoubé-Kari (nom alternatius Keur Mamtoumbe Kari, Keur Mamtoumbé Kari, Keur Mandoumbe, Keur Mandoumbe Kari, Keur Mandoumbe Khari, Keur Mandoumbé, Keur Mandoumbé Kari, Keur Mandoumbé Khari i altres) és una població de la regió de Thiès al Senegal, al nord-est de Thiès, al nord de Diourbel i a l'oest de Touba.

## Història
L'esquadró del Senegal (84 cavallers en total), amb un cert nombre de voluntaris com avantguarda, estava estacionat al centre del Cayor i mirava de mantenir desbloquejades i avituallades les posicions militars que marcaven la frontera oriental del país: N'diagne, Keur Mandoumbé Kary, Talem i Khaoulou, tinguts per petites guarnicions d'entre 20 i 100 homes. Després de la batalla de Somb el 18 de juliol de 1867 Lat Dior va quedar sense territori com un simple cap de banda; però llavors la colònia va haver de fer front a una epidèmia de febrer groga i el governador interí Ferdinand Charles Alexandre Tredos va prometre una amnistia; quan va tornar el governador Jean Émile Pinet-Laprade va excloure de l'amnistia a Lat Dior i els seus lloctinents però deixant la porta oberta la submissió; Lat Dior va enviar una delegació i el governador va consentir el retorn de Lat Dior al seu feu de Guet on li va retornar el comandament però estaria sota vigilància de dos posicions militars: N'Diagne i Keur Mandoumbé Kari. Lat Dior va acceptar i el governador li va deixar entreveure una extensió dels seus dominis en el futur però sense qüestionar la sobirania francesa al Cayor. La situació canviaria completament el 1870 amb la derrota francesa a la guerra contra Prússia i els nous tractats de Lat Dior amb el governador, el general Valière que li van retornar tot el Cayor.
El 1882 fou nomenat governador el primer civil en molts anys, Charles Etienne René Servatius. Una de les primeres tasques de Servatius fou enfrontar a Lat Dior, que havia donat consentiment per la construcció d'una via fèrria pel Cayor però que ara havia canviat de parer i s'oposava a la construcció d'aquesta via fèrria que estava construint la Compagnie des Bâtignolles i denunciava el tractat de 1879. Servatius va enviar una columna manada pel coronel Wendling que va entrar al Cayor el 26 de desembre de 1882. Lat Dior no va presentar resistència i va abandonar el país cap al Djolof. Servatius va instal·lar un nou damel (gener del 1883) en la persona del jove príncep Amari Ngone Fal (Amadi-Ngoné-Fal) i va instal·lar llocs fortificats a Louga, Kermandoubé-Kari (que ja l'havia tingut de 1867 a 1871) i Mpal, en el trajecte de la via fèrria. El nou damel va visitar Saint Louis i allí va signar un tractat que tornava a cedir la província del Ndiambour a la colònia francesa.
- Le colonel de cavalerie Henri-Philibert Canard (1824-1894), spahi et gouverneur du Sénégal per Léonce Jore Yves-J. Saint-Martin[Enllaç no actiu]
- Le Sénégal sous le second Empire: naissance d'un empire colonial (1850-1871) per Yves-Jean Saint-Martin